# 肥谷圭介
肥谷 圭介（ひや けいすけ、1979年 - ）は、日本の漫画家。男性。三重県出身。

## 来歴
東京デザイナー学院を卒業。『週刊ヤングマガジン』（講談社）にて佳作を受賞後、『ヤングアニマル』（白泉社）へ移籍。同誌で連載されていた『VF -アウトサイダーヒストリー-』（林崎文博）のアシスタントを3日で辞めている。2006年、「DAYS」がヤングアニマルまんが賞準入選受賞。デビュー作となった「DAYS」は一年間かけ制作された。
2009年、「サンクチュアリー 〜僕に彼女ができない理由〜」が第60回ちばてつや賞ヤング部門準優秀新人賞受賞。
2011年、「その子の笑顔が世界を救う」が第29回MANGA OPEN山田芳裕賞受賞。
2013年、『モーニング』（講談社）14号にて、肥谷にとって初連載作品となる『ギャングース』を開始。同作は、鈴木大介のノンフィクションルポルタージュ『家のない少年たち』を原案としている。2015年、鈴木の入院による休載を挟み、同年36・37合併号から連載再開し、2017年6号をもって完結。
2018年3月4日より『コミックDAYS』（講談社）にて『マーダーボール』の連載を開始。
2018年11月23日、『ギャングース』の実写映画が公開となった。公開に先がけ、肥谷による実写映画キャストで再現した『ギャングース』のキャラクターイラストを公開。
2019年、『ヤングキング』20号より『僕×スター』の連載を開始。それに伴うインタビューにて「期待通りの展開にしていきますので、期待しててください！」と意気込みを述べた。

## 人物
本人曰く、よく「冷めていると人から言われる」という。
『ギャングース』連載中は、もっぱら実写化の妄想をしていたらしく、実際に決定した際は「漫画にはない「音」がある緊張感や空気感を想像すると、ドキドキワクワクが止まない」と語っている。
山岸汰誠の『ペーパーホラーショー』について、「すげーおもしろくて続きが楽しみ」と評価している。

## 作風
エンタテインメント性のあるストーリーとキャラクターが特徴。

## 作品リスト

### 連載
- ギャングース（ストーリー共同制作：鈴木大介、『モーニング』2013年14号[3][4] - 2017年6号[13][7]）
- マーダーボール（監修：日本ウィルチェア―ラグビー連盟、『コミックDAYS』2018年3月2日[8] - 2019年4月[14]）
- 僕×スター（『ヤングキング』2019年20号[11] - 2021年18号[15]〈第1部〉、2022年17号[16] - 〈第2部〉）
- 蜜を追う（監修：瀬戸晴海、『くらげバンチ』2023年10月27日[17] - ）

### 読み切り
- FIVE（1996年）
- DAYS（『ヤングアニマル嵐』2006年）
- ベリーベリーアイラヴユー（『ヤングアニマル嵐』2007年No.1）
- 俺と自販と、時々、オッサン（原作：加藤公平、『ヤングアニマル嵐』2007年）- TVドラマ『世にも奇妙な物語』で実写映像化された。
- チキンパンチ（『ヤングアニマル』2008年4号）
- その子の笑顔が世界を救う（『モーニング』2012年13号）
- カッコイイことだけは言うぜ（『モーニング』2015年33号[18]、『Dモーニング』2015年33号[18]）
- 異世界転生課（『月刊コミックバンチ』2023年11月号付録「死役所公式アンソロジー」[19][20]）

### 書籍
- 『ギャングース』、ストーリー共同制作：鈴木大介、講談社〈モーニングコミックス〉2013年 - 2017年、全16巻
- 『マーダーボール』、監修：日本ウィルチェア―ラグビー連盟、講談社〈ヤングマガジンコミックス〉2018年 - 2019年、全4巻
- 『僕×スター』、少年画報社〈YKコミックス〉2020年 - 、既刊9巻（2025年4月28日現在）
- 『蜜を追う』、監修：瀬戸晴海、新潮社〈BUNCH COMICS〉2024年 - 、既刊1巻（2024年8月7日現在）
  1. 2024年8月7日発売[21]、ISBN 978-4-10-772733-6